# Яо Ли
Яо Ли (кит. упр. 姚莉, пиньинь Yáo Lì; настоящее имя — Яо Сююнь, 3 сентября 1922 — 19 июля 2019) — китайская певица. Она являлась сестрой Яо Мина, также известного певца и автора песен. Яо считается одной из семи великих певиц Шанхая в 1940-х годах.

## Биография
Яо Сююнь родилась и выросла в Шанхае, начав выступать на радио в 1935 году в возрасте 13 лет. Когда ей исполнилось 14 лет, она записала свою первую песню совместно с Янь Хуа (кит. 嚴華), называвшуюся «Новый маленький пастух» (кит. 新小放牛). После появления таких исполнителей, как Чжоу Сюань и Янь Хуа, она подписала контракт с Pathé Records, когда ей было 16 лет, в 1937 году. Первая запись, поступившая в продажу, называлась «Тоска на продажу» (賣相思).

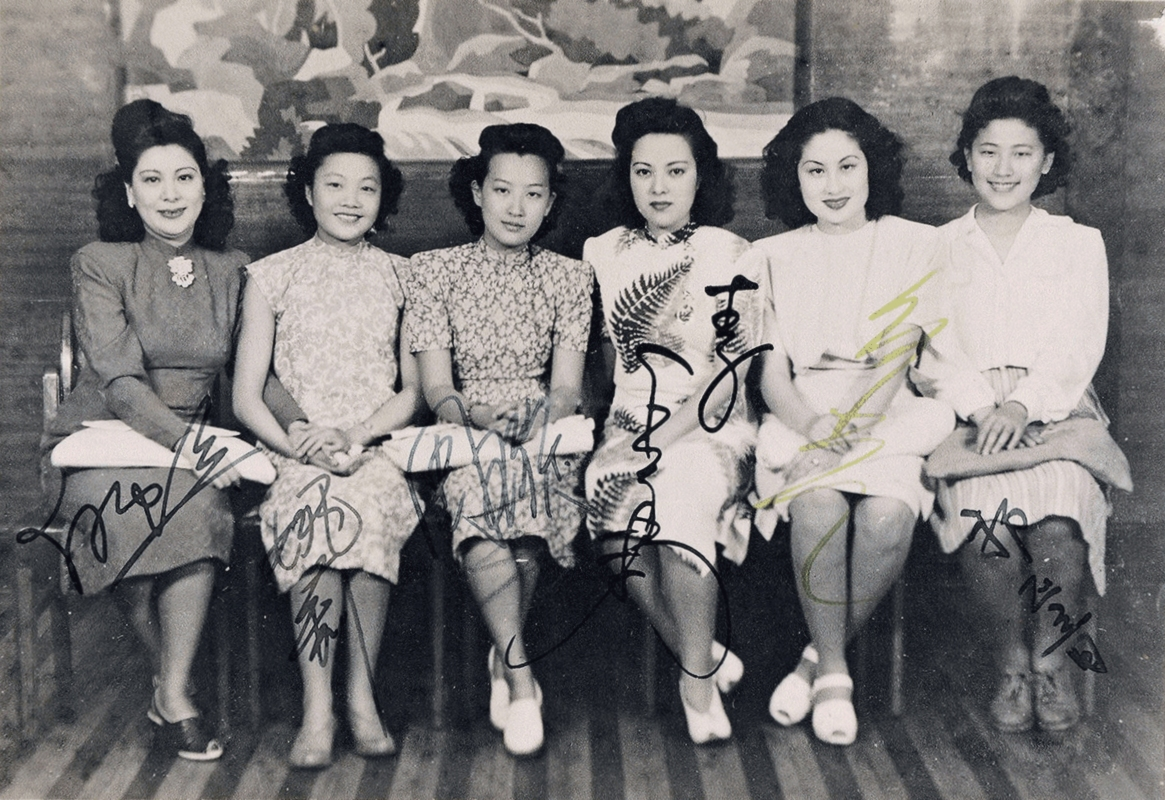
Шестеро из семи великих певиц, Яо Ли вторая слева

В течение 1930-х и 1940-х годов, высокий, мягкий стиль пения Яо Ли был типичным для китайской популярной музыки того времени (под влиянием Чжоу Сюань). Яо исполняла многочисленные популярные песни, такие как «Разрешите Вас поздравить», «Любовь, которая вряд ли у меня будет» и «Берег реки Сучжоу» совместно со своим братом Яо Мин, пожалуй, самым известным китайским поп-композитором эпохи шидайцюй. Она известна своей версией 1940 года песни «Роза, роза, я тебя люблю», позже записанной Фрэнки Лэйном в Соединённых Штатах на английском языке. Яо была известна как «Серебряный голос» (кит. 銀嗓子), намек на шанхайскую певицу Чжоу Сюань, которая была известна как «Золотой голос» (кит. 金嗓子).
С увеличением западного влияния после Второй мировой войны и переездом Яо в Гонконг, стиль её пения изменился. Он стал похож на западную популярную музыку под влиянием американской певицы Патти Пейдж, от которой она переняла некоторые вокальные манеры. Поэтому Яо иногда называют «гонконгской Патти Пейдж».
Она вышла замуж за Хуана Баоло в 1947 году и перестала выступать на сцене, чтобы посвятить больше времени своей семье. После 1949 года с приходом коммунистов к власти популярная музыка считалась идеологически сомнительной, и Яо бежала в Гонконг в 1950 году, чтобы продолжить свою певческую карьеру. Одной из самых больших её записей в 1950-е годы была «Весенний ветер целует мое лицо». Она снималась фильмах, где также исполняла песни. Яо перестала петь в 1967 году после смерти своего брата, но в 1969 году стала руководителем Pathé Records в Гонконге. В 1970 году она вернулась к пению и отправилась на Тайвань, чтобы выступить там. Официально Яо перестала выступать в 1975 году, но она продолжала поддерживать таких певцов, как Чжоу Хуацзянь.
Яо была чрезвычайно популярной, на что указывает более чем 400 её грампластинок.